# Сальдо, Владимир Васильевич
Влади́мир Васи́льевич Са́льдо (укр. Володимир Васильович Сальдо; род. 12 июня 1956, Октябрьское, Николаевская область) — украинский и российский политический и государственный деятель, пророссийский коллаборационист.
Народный депутат Украины VII созыва (2012—2014), депутат Херсонского городского совета (2015—2022). Трижды избирался городским главой Херсона (2002—2012).
27 апреля 2022 года после российской оккупации Херсонской области в ходе вторжения на Украину пошёл на сотрудничество с Россией и был назначен главой оккупационной Военно-гражданской администрации Херсонской области (с 4 октября — временно исполняющим обязанности губернатора), а 23 сентября 2023 года был «избран» «депутатами Херсонской областной думы первого созыва» губернатором аннексированной Россией Херсонской области.
С августа 2022 года, из-за поддержки Сальдо вторжения России на Украину, находится под санкциями Евросоюза, США, Великобритании и ряда других стран.

## Биография

### Происхождение
Родился 12 июня 1956 года в селе Октябрьское Жовтневого района Николаевской области Украинской ССР. Отец — Василий Иванович (1912—?), строитель. Мать — Мира Нафибулловна (1921—1991), врач.
В 1978 году окончил Криворожский горнорудный институт. Специальность: промышленное и гражданское строительство. Специализация: инженер-строитель. Кандидат экономических наук (2008).

### Трудовая деятельность
- 1978—1981 — мастер строительно-монтажного управления «Промстрой-1» комбината «Херсонпромстрой»;
- 1981—1986 — командировка в Монгольскую Народную Республику (военный советник в монгольской армии);
- 1986—1988 — мастер строительно-монтажного управления «Промстой-1» комбината «Херсонпромстрой»;
- 1988—1991 — главный инженер строительно-монтажного управления «Промстрой-6» треста «Херсонпромстрой»;
- 1991—2001 — начальник строительно-монтажного управления «Промстрой-3» фирмы «Херсонстрой»;
- 2001 — апрель 2002 — заместитель председателя Херсонской областной государственной администрации (по вопросам строительства и жилищно-коммунального хозяйства);
- 2002 — ноябрь 2012 — Херсонский городской голова. Был избран трижды мэром города на основе всеобщего прямого голосования;
- декабрь 2012 — ноябрь 2014 — народный депутат Украины VII созыва (заместитель председателя Комитета Верховной рады Украины по вопросам строительства, градостроения, жилищно-коммунального хозяйства и региональной политики), выдвинут от Партии регионов;
- с 2014 года — Председатель правления Херсонской городской общественной ассоциации строителей и инвесторов «Стройинвестсоюз»;
- в 2015 году выдвинут кандидатом на пост мэра Херсона от партии «Наш край».

### Политическая деятельность
- Депутат городского совета по мажоритарному округу с 1998 по 2002 год.
- 2001 год — Председатель областной организации Партии регионов в Херсонской области[источник не указан 1152 дня].
- C 2012 года — Народный депутат Украины VII созыва (заместитель главы Комитета Верховной рады по вопросам строительства, градостроения, жилищно-коммунального хозяйства и региональной политики[9]).

### Во время российской оккупации
В марте 2022 года Владимир Сальдо присутствовал в херсонском парке Славы во время митинга, посвященного провозглашению Херсонской народной республики (ХНР). Позже политик опубликовал в соцсетях пост против создания ХНР и подчеркнул, что считает Херсон украинским городом. В том же месяце генпрокуратура Украины возбудила против Владимира Сальдо дело о госизмене.
В 2022 году после начала вторжения России на Украину и последующей оккупации Херсонской области, согласно сообщению помощницы Сальдо Ольги Спивакиной, российские силы «принуждают к сотрудничеству экс-главу Херсона». 16 марта 2022 года вошёл в состав «Комитета спасения за мир и порядок» и стал сотрудничать с российскими военными.
26 апреля российские военные назначили Сальдо председателем оккупационной Военно-гражданской администрации Херсонской области. 11 июня в составе группы из 23 человек первым получил российский паспорт.
5 августа 2022 года стало известно, что Владимир Сальдо был госпитализирован в крымскую больницу, где его подключили к аппарату искусственной вентиляции лёгких и ввели в медикаментозную кому. Врачи не подтвердили инфаркт или инсульт. В состоянии медикаментозной комы его спецбортом перевезли в Москву. В тяжёлом состоянии его разместили в реанимации токсикологического отделения НИИ имени Склифосовского.
С августа 2022 года является членом партии «Единая Россия».

### Уголовное преследование
В 2016 году украинские СМИ сообщили, Сальдо может сотрудничать с ФСБ. Херсонский предприниматель Денис Пащенко опубликовал аудиозапись, на которой человек с голосом, похожим на голос Сальдо, рассказывает неизвестному собеседнику о своих встречах с куратором из ФСБ в Крыму.
В августе 2016 году Владимир Сальдо содержался в тюрьме в Доминиканской Республике по подозрению в причастности к похищению Дениса Пащенко. По информации издания «Мост» именно Денис Пащенко был одним из многих подставных лиц, на которых Сальдо записывал свой бизнес и имущество.
17 марта 2022 года Генеральная прокуратура Украины объявила об открытии производства по делу о государственной измене, связанной с созданием псевдооргана власти в Херсонской области. В преступлении, в частности, подозреваются блогер Стремоусов и экс-мэр Херсона Сальдо.

## Санкции
3 июня 2022 года Сальдо внесён в санкционный список стран Евросоюза за поддержку российской агрессии против Украины и создание органа по сотрудничеству с российской оккупационной властью в Херсонской области, поэтому он «поддерживал и продвигал политику, подрывающую территориальную целостность, суверенитет и независимость Украины».
16 июня 2022 года включён в санкции Великобритании «за оказание поддержки и продвижение политики и действий, которые дестабилизируют Украину».
27 июня 2022 года Сальдо включён в санкционный список Канады «пророссийских прокси» за «соучастие в неоправданном вторжении России в Украину».
2 августа 2022 года находится под блокирующими санкциями США.
По аналогичным основаниям находится под санкциями Швейцарии, Австралии, Японии, Украины и Новой Зеландии.

## Награды
- 17 мая 1999 — Орден «За заслуги» ІІІ степени — за весомый личный вклад в сооружение объектов промышленного и социально-культурного назначения, повышение эффективности строительного производства[31];
- 2002 — Лауреат Всеукраинской программы «Лидеры регионов»;
- 2003 — Почётная грамота начальника УМВД Украины в Херсонской области;
- 2004 — Почётная грамота Украинской государственной строительной корпорации;
  - Почётная грамота Херсонского областного совета;
  - Благодарность Киевского городского головы;
  - Почётная грамота главы Государственного комитета Украины по вопросам жилищно-коммунального хозяйства;
- 2005 — Орден Русской православной церкви Преподобного Сергия Радонежского ІІ степени;
  - Грамота Верховной Рады Украины;
  - Почётная грамота Международной ассамблеи столиц и больших городов;[источник не указан 842 дня]
- 6 декабря 2006 — Орден «За заслуги» ІІ степени — за весомый личный вклад в развитие местного самоуправления, многолетний добросовестный труд и высокий профессионализм[32];
- 2007 — Почётная грамота Херсонского областного совета;
- 2008 — Орден Украинской Православной Церкви Святого апостола Иоанна Богослова;
- 23 августа 2011 — Орден «За заслуги» I степени — за значительный личный вклад в становление независимости Украины, утверждение её суверенитета и международного авторитета, заслуги в государствообразующей, социально-экономической, научно-технической, культурно-образовательной деятельности, добросовестное и безупречное служение Украинскому народу[33];
- 2022 — Орден «За заслуги перед Отечеством» III степени (Россия)[34];
  - «Знак согласия» III степени за заслуги в повышении роли средств массовой коммуникации в утверждении идеалов мира и добрососедства;
- Признан лучшим городским головой Украины в рамках общенациональной программы «Человек года — 2008».[источник не указан 839 дней]